# Полавено
Полавено (итал. Polaveno) — коммуна в Италии, в провинции Брешиа области Ломбардия.
Население составляет 2477 человек, плотность населения составляет 275 чел./км². Занимает площадь 9 км². Почтовый индекс — 35060. Телефонный код — 030.
Покровителями коммуны почитаются Пресвятая Богородица, празднование 5 августа (Gombio), святой Иоанн Креститель, празднование 24 июня (San Giovanni), и святитель Николай Мирликийский, чудотворец, празднование 6 декабря (Polaveno).